# 가와나역 (아이치현)
가와나역(일본어: 川名駅, かわなえき)은 일본 아이치현 나고야시 쇼와구에 있는 철도역이다.

## 타는 곳
상대식 승강장 2면 2선 지하역.
| 1 | ■ 쓰루마이 선 | 아카이케·도요타 시 방면         |
| 2 | ■ 쓰루마이 선 | 후시미·가미오타이·이누야마 방면 |

## 역세권 정보
- 쇼와 경찰서
- 구와야마 미술관
- 가와하라 신사 (神社)
- 국도 153호선
- 현도 29호선
- 현도 30호선

## 역사
- 1977년 3월 18일: 영업 개시.

## 인접역
| 나고야 지하철 ■ 쓰루마이 선 | 나고야 지하철 ■ 쓰루마이 선 | 나고야 지하철 ■ 쓰루마이 선 |
| --------------------------- | --------------------------- | --------------------------- |
| T 12 고키소 가미오타이 방면 |                             | T 14 이리나카 아카이케 방면 |